# となりの格闘王
となりの格闘王（となりのかくとうおう）は、原作・緒田太一、漫画・西条真二の実録格闘技漫画。

## 概要
「週刊少年チャンピオン」（秋田書店）にて1992年11月26日号（50号）から1994年9月8日号（39号）まで連載された（全86話）。キャッチコピーは「漫画を超えた格闘家たちの実録漫画！」。
主人公に佐竹雅昭を起用していることと、当時の格闘技界の様子を佐竹と正道会館を中心に忠実に描いている。

## 登場人物
- 佐竹雅昭：主人公
- 角田信朗
- 前田日明
- 後川聡之
- ピーター・アーツ
- スタン・ザ・マン
- アンディ・フグ
- 石川雄規
- 平直行
- ブランコ・シカティック
- アーネスト・ホースト
- ウィリー・ウィリアムス
- 村上竜司
- クリス・ドールマン
- ディック・フライ
- ヴォルク・ハン

## 書誌情報
- 第一巻 佐竹雅昭登場！！　ISBN 9784253053310 （1993年3月）
- 第二巻 佐竹雅昭世界飛翔編　ISBN 9784253053327 （1993年5月）
- 第三巻 K-1グランプリ遂に開幕　ISBN 9784253053334 （1993年8月）
- 第四巻 格闘技界の頂点K-1GP編　ISBN 9784253053341 （1993年10月）
- 第五巻 K-1グランプリクライマックス編　ISBN 9784253053358 （1993年12月）
- 第六巻 怪獣王子大変身！鉄腕死闘編　ISBN 9784253053365 （1994年2月）
- 第七巻 最大ライバル出現編　ISBN 9784253053372 （1994年4月）
- 第八巻 怪獣王子・試練到来編　ISBN 9784253053389 （1994年4月）
- 第九巻 K-1GP'94、いざ出陣編　ISBN 9784253053396 （1994年10月）
- 第十巻 真格闘王子よ永遠に！編　ISBN 9784253053402 （1994年11月）石井和義正道会館館長を主人公に、サクセスストーリーを描いた「やったらええやん」全三話が収録されている。

## 関連
四角いジャングル - 講談社「週刊少年マガジン」で1978年から1981年まで連載されたドキュメンタリー風格闘技漫画